# Taenaris agrippina
Taenaris agrippina är en fjärilsart som beskrevs av Hans Fruhstorfer 1911. Taenaris agrippina ingår i släktet Taenaris och familjen praktfjärilar. Inga underarter finns listade i Catalogue of Life.